# Нікішичі
Нікі́шичі (рос. Никишичи) — присілок у складі Мурашинського району Кіровської області, Росія. Входить до складу Мурашинського міського поселення.
Населення становить 23 особи (2010, 51 у 2002).
Національний склад станом на 2002 рік — росіяни 96 %.